# لويس ألبرتو مورينو
لويس ألبرتو مورينو (بالإسبانية: Luis Alberto Moreno؛ بالإنجليزية: Luis Alberto Moreno) هو دبلوماسي وصحفي أمريكي وكولومبي، ولد في 3 مايو 1953 في فيلادلفيا في الولايات المتحدة.